# Uuencode
uuencodeは、バイナリデータをテキストデータに変換するUNIX及びUnix系OSのコマンド。或いは、それによって生成されるテキストデータのフォーマット。デコードにはuudecodeコマンドを用いる。電子メールやネットニュースで多用され、現在でも多くのメーラーが対応しているが、MIMEのBase64の方が一般的になっている。

## 概要
初期のUnix系OSではUUCPと呼ばれるプロトコルで電子メールやネットニュースの配送が行なわれた。これらはテキストデータしか扱えないため、バイナリファイルをテキストデータに変換して送る手法としてuuencodeが提供された。uuencodeはUnix to Unix ENCODEの意である。
その後インターネットの環境が整備され、UUCPよりもTCP/IPが一般的となるが、電子メールやネットニュースはSMTP、NNTPといった
テキストベースの情報交換であったため、uuencodeは依然として広く使われた。
uuencodeはあくまでも添付のためのフォーマットであるため、拡張子は重要ではないが、単一のファイルとして保存する場合は拡張子は.uuか.uueが使われる場合が多い。
uuencodeにはいくつかの派生フォーマットがあるため、MIMEでは意図的にuuencodeを採用せず、新たにBase64を定義した。現在はこちらのBase64が広く使われている。

## 一般的な変換フォーマット
uuencodeのフォーマットは、一行のヘッダー、複数行のエンコード文字列、一行のフッターからなる。
ヘッダは次の書式である。ここで、<mode>は3桁の8進数であり、UNIXのパーミッションを表す。<decode_pathname>はデコードされたときのファイル名である。パス名を含む事が出来るが一般にはファイル名のみである。
```
begin <mode> <decode_pathname>

```

このあと、エンコードされた文字列が続き、以下のフッタで終わる。
```
end

```

エンコードは3オクテット(24ビット)毎に行なわれる。これを4つの6ビット値に変換し、ASCII文字に割当てる。次は「Cat」という3オクテットのデータをASCIIの4文字に変換する例である。
| 元データ                | C | C | C | C | C | C | C | C | a | a | a | a | a | a | a | a | t | t | t | t | t | t | t | t |
| オクテット値            | 0 | 1 | 0 | 0 | 0 | 0 | 1 | 1 | 0 | 1 | 1 | 0 | 0 | 0 | 0 | 1 | 0 | 1 | 1 | 1 | 0 | 1 | 0 | 0 |
| エンコード後のASCII文字 | 0 | 0 | 0 | 0 | 0 | 0 | V | V | V | V | V | V | % | % | % | % | % | % | T | T | T | T | T | T |

6ビット値に0x20を加えたときの下位6ビットをASCII値とする。この変換を表にすると次のようになる。
|    | データ | 文字              |  |    | データ | 文字 |  |    | データ | 文字 |  |    | データ | 文字 |
| 0  | 000000 | スペース または ` |  | 16 | 010000 | 0    |  | 32 | 100000 | @    |  | 48 | 110000 | P    |
| 1  | 000001 | !                 |  | 17 | 010001 | 1    |  | 33 | 100001 | A    |  | 49 | 110001 | Q    |
| 2  | 000010 | "                 |  | 18 | 010010 | 2    |  | 34 | 100010 | B    |  | 50 | 110010 | R    |
| 3  | 000011 | #                 |  | 19 | 010011 | 3    |  | 35 | 100011 | C    |  | 51 | 110011 | S    |
| 4  | 000100 | $                 |  | 20 | 010100 | 4    |  | 36 | 100100 | D    |  | 52 | 110100 | T    |
| 5  | 000101 | %                 |  | 21 | 010101 | 5    |  | 37 | 100101 | E    |  | 53 | 110101 | U    |
| 6  | 000110 | &                 |  | 22 | 010110 | 6    |  | 38 | 100110 | F    |  | 54 | 110110 | V    |
| 7  | 000111 | '                 |  | 23 | 010111 | 7    |  | 39 | 100111 | G    |  | 55 | 110111 | W    |
| 8  | 001000 | (                 |  | 24 | 011000 | 8    |  | 40 | 101000 | H    |  | 56 | 111000 | X    |
| 9  | 001001 | )                 |  | 25 | 011001 | 9    |  | 41 | 101001 | I    |  | 57 | 111001 | Y    |
| 10 | 001010 | *                 |  | 26 | 011010 | :    |  | 42 | 101010 | J    |  | 58 | 111010 | Z    |
| 11 | 001011 | +                 |  | 27 | 011011 | ;    |  | 43 | 101011 | K    |  | 59 | 111011 | [    |
| 12 | 001100 | ,                 |  | 28 | 011100 | <    |  | 44 | 101100 | L    |  | 60 | 111100 | \    |
| 13 | 001101 | -                 |  | 29 | 011101 | =    |  | 45 | 101101 | M    |  | 61 | 111101 | ]    |
| 14 | 001110 | .                 |  | 30 | 011110 | >    |  | 46 | 101110 | N    |  | 62 | 111110 | ^    |
| 15 | 001111 | /                 |  | 31 | 011111 | ?    |  | 47 | 101111 | O    |  | 63 | 111111 | _    |

元々「000000」はスペース文字であったが、かつて行末のスペースを取り去る転送系があったため、「`」に置き換えられた。
デコードにおいては、変数 c にエンコードされた文字のASCIIコードが入っているとすると (c XOR 0x20) AND 0x3f でデコードできる（範囲外の文字が入っている可能性は考慮していない）。スペースの「`」への置き換えには、このデコード法に全く変更を必要としないという利点があった。
次は「000000」にスペースを用いているuuencodeの一例である。これはSolaris 10の/usr/bin/uuencodeコマンドの出力である。
```
begin 644 testimg.png
MB5!.1PT*&@H    -24A$4@   "     @" 8   !S>GKT    !&=!34$  +&/
M"_QA!0   $=)1$%46$?MUK$- " (!$#<?VA$W0 *FR/Y4OU<@RLBLM*>S-'Q
M^^ZYH9TJ,!H%"! @0(  @1CMTO<9F$4! @0($"! X+? !I?UJM5MS!;U    
) $E%3D2N0F""
 
end

```

行の先頭はその行に含まれるオクテット数を示す。通常は45オクテットなので「M」であり、45オクテットに満たない行は別の文字となる。このケースでは「)」である。そのあとデータの終了を示すため、0オクテットを示す「スペース」のみの行が続き、「end」で終わる。
次は「000000」に「`」を用いている一例である。これはGNU sharutils 4.2.1に含まるuuencodeコマンドの出力である。
```
begin 644 testimg.png
MB5!.1PT*&@H````-24A$4@```"`````@"`8```!S>GKT````!&=!34$``+&/
M"_QA!0```$=)1$%46$?MUK$-`"`(!$#<?VA$W0`*FR/Y4OU<@RLBLM*>S-'Q
M^^ZYH9TJ,!H%"!`@0(``@1CMTO<9F$4!`@0($"!`X+?`!I?UJM5MS!;U````
)`$E%3D2N0F""
`
end

```

行末にスペースが現れない。この他に、スペースと「`」が混在しているケースも存在する。
これらのフォーマットは多くのデコーダでデコード出来る。

## 派生フォーマット
（初期のフォーマットには）以下のような問題が存在した。
- メールなどで行末などのスペースを削除するシステムがある
- 転送エラーによる文字化けが検出できない
- ASCIIを前提としているため、EBCDICなどのシステムで問題がある

これらの問題を解決するため、多くの派生フォーマットが誕生した。
スペースの問題は、スペースを「`」に置き換える事で解決された。また、現在多用されているTCP/IPでは、転送エラーはTCPで検出される。同じく多用されているSMTPやNNTPも同様にASCIIを前提としている。よってそれらの環境で問題になることは稀である。

### 行末のスペースの問題を回避するもの
次はMINIX 3.1.2aのuueコマンドの出力である。
```
table
 !"#$%&'()*+,-./0123456789:;<=>?
@ABCDEFGHIJKLMNOPQRSTUVWXYZ[\]^_
begin 644 testimg.png
MB5!.1PT*&@H    -24A$4@   "     @" 8   !S>GKT    !&=!34$  +&/z
M"_QA!0   $=)1$%46$?MUK$- " (!$#<?VA$W0 *FR/Y4OU<@RLBLM*>S-'Qy
M^^ZYH9TJ,!H%"! @0(  @1CMTO<9F$4! @0($"! X+? !I?UJM5MS!;U    x
) $E%3D2N0F""w
 v
end

```

行の最後に1文字追加する事で、行末のスペースの問題を回避している。また、追加された文字はアルファベットの小文字の逆順になっており、行を分割して転送した場合に元に戻すときの目印となる。行の先頭文字でオクテット数が示されているため、デコード時に最後に付加された文字が無視されれば、正常にデコードされる可能性がある。
最初のテーブルは、使っている文字を列挙することで、文字が正常に使えるかどうかを確認するためのものである。

### チェックサムの追加
次はMark Hortonによって書かれ、Alan J Rosenthatlによって行末にチェックサムが追加されるようになったuuencode.c 5.3-2 (Berkeley) 3/1/88の出力である。最後に元データのオクテット数も追加している。
```
begin 644 testimg.png
MB5!.1PT*&@H````-24A$4@```"`````@"`8```!S>GKT````!&=!34$``+&/`
M"_QA!0```$=)1$%46$?MUK$-`"`(!$#<?VA$W0`*FR/Y4OU<@RLBLM*>S-'QR
M^^ZYH9TJ,!H%"!`@0(``@1CMTO<9F$4!`@0($"!`X+?`!I?UJM5MS!;U````!
)`$E%3D2N0F""R
``
end
size 144

```

次はRichard MarksによるDOS用のuuencodeに-Lオプションを付けて、チェックサムを追加した例である。チェックサムの演算方法が上記のものと異なるため、互換性がない。行単位だけでなく全体のチェックサムも追加している。
```
section 1 of 1 of file testimg.png  < uuencode 96 (v50) by R.E.M. >

begin 644 testimg.png
MB5!.1PT*&@H````-24A$4@```"`````@"`8```!S>GKT````!&=!34$``+&/C
M"_QA!0```$=)1$%46$?MUK$-`"`(!$#<?VA$W0`*FR/Y4OU<@RLBLM*>S-'Q9
M^^ZYH9TJ,!H%"!`@0(``@1CMTO<9F$4!`@0($"!`X+?`!I?UJM5MS!;U````7
)`$E%3D2N0F""?
``
end
sum -r/size 58653/233 section (from "begin" to "end")
sum -r/size 18364/144 entire input file

```

### xxencode
次はxxencodeと呼ばれるフォーマットである。xxencode.c 5.3 (Berkeley) 1/22/85による出力である。
```
begin 644 testimg.png
hWJ-CFko84Uc++++BGIV2IU+++0+++++U0+M+++-nSbfo++++-4R-HI2++94D
h0zlV-E+++2R7F23IK2Thpf2B+0+6-21QTqV2rE+8amDtIjpQUmgWgh8SnB5l
hyyutcNoeA-c30-+UE6++UFXhojQNa2I-+UE620-+s9T+-dTpehJhn-Pp++++
7+2Z3HYGiEa00
+
end

```

「000000」から「111111」を「+-0123456789ABCDEFGHIJKLMNOPQRSTUVWXYZabcdefghijklmnopqrstuvwxyz
」に割当てている。uuencodeはASCIIの文字を用いているが、EBCDICと呼ばれる文字コードを用いる実装では扱えない文字があったため、使う文字を入れ替えたのがxxencodeである。極めて古い転送路のための手法であり、インターネットではASCIIが使えないケースは稀であるため、xxencodeはほとんど使われない。uuencodeとの互換性は全くない。

### POSIX IEEE Std 1003.1
POSIXでは、今迄のアルゴリズムを「歴史的なアルゴリズム (uuencode Historical Algorithm)」とし、新たなアルゴリズムを定義した。
```
begin-base64 644 testimg.png
iVBORw0KGgoAAAANSUhEUgAAACAAAAAgCAYAAABzenr0AAAABGdBTUEAALGPC/xhBQAAAEdJREFU
WEft1rENACAIBEDcf2hE3QAKmyP5Uv1cgysistKezNHx++65oZ0qMBoFCBAgQIAAgRjt0vcZmEUB
AgQIECBA4LfABpf1qtVtzBb1AAAAAElFTkSuQmCC
====

```

先頭行は「begin-base64 <mode> <decode_pathname>」、最終行は「====」となっているため、今迄のuuencodeと区別出来る。変換アルゴリズムはBase64をそのまま流用している。これはxxencodeと同様、EBCDIC等への対処である。
そもそもMIMEではuuencodeを除外した経緯があるが、逆にMIMEのBase64をuuencodeに取り込んだ形である。現在は通常のBase64が広く使われているため、この方式はあまり使われない。

## MIMEへの対応
電子メールやネットニュースでuuencodeを用いる場合、本文中にuuencode文字列を直接貼付ける方法が取られた。MIMEでは意図的にuuencodeを除外したので、uuencodeをマルチパートで扱う手法は定義されていない。しかしながら、マルチパートの枠組みで扱う実装が多数登場した。大きく分けて2つの手法がある。一方はContent-Transfer-Encodingでx-uuencodeを表す。もう一方はContent-Typeでapplication/x-uuencodeを表す。前者の方が実装が多い。
```
Content-Type: image/png; name="testimg.png"
Content-Transfer-Encoding: x-uuencode
Content-Disposition: inline; filename="testimg.png"

begin 644 testimg.png
MB5!.1PT*&@H````-24A$4@```"`````@"`8```!S>GKT````!&=!34$``+&/
M"_QA!0```$=)1$%46$?MUK$-`"`(!$#<?VA$W0`*FR/Y4OU<@RLBLM*>S-'Q
M^^ZYH9TJ,!H%"!`@0(``@1CMTO<9F$4!`@0($"!`X+?`!I?UJM5MS!;U````
)`$E%3D2N0F""
`
end

```

```
Content-Type: application/x-uuencode; name="testimg.png"
Content-Disposition: attachment; filename="testimg.png"
Content-Transfer-Encoding: 7bit

begin 644 testimg.png
MB5!.1PT*&@H````-24A$4@```"`````@"`8```!S>GKT````!&=!34$``+&/
M"_QA!0```$=)1$%46$?MUK$-`"`(!$#<?VA$W0`*FR/Y4OU<@RLBLM*>S-'Q
M^^ZYH9TJ,!H%"!`@0(``@1CMTO<9F$4!`@0($"!`X+?`!I?UJM5MS!;U````
)`$E%3D2N0F""
`
end

```

## 参照
- IEEE Std 1003.1 uuencode man page
- Online UUencoder/UUdecoder